# Pero incisa
Pero incisa är en fjärilsart som beskrevs av Paul Dognin 1889. Pero incisa ingår i släktet Pero och familjen mätare. Inga underarter finns listade i Catalogue of Life.